# Eta Pegasi
Eta Pegasi (η Peg, η Pegasi) é uma estrela localizada na constelação de Pegasus. Tem o nome tradicional de Matar, do árabe سعد المطر, significando "estrela da sorte da chuva". Se encontra a 215 anos-luz da Terra e tem uma magnitude aparente de 2,948.
O sistema Eta Pegasi consiste em duas ou talvez quatro estrelas, um par de estrelas binárias. O par mais brilhante, visível a olho nu, consiste em duas estrelas separadas por 2,24 UA que têm um período orbital de 2,24 anos. A estrela mais brilhante é uma gigante de classe G com 3,3 massas solares e temperatura de 5 100 K. A outra estrela é uma anã da sequência principal de classe A com duas massas solares e temperatura de 7 800 K.
A 90 segundos de arco do par mais brilhante está o outro par de estrelas, que estão separadas por 0,2 segundos de arco (no mínimo 13 UA) e levam 34 anos para completar uma órbita. Não se sabe se este par está relacionado fisicamente com o outro, mas se estiver os pares estão separados por pelo menos 6 000 UA e levam no mínimo 170 000 anos para completar uma órbita.